# 雅努斯号潜艇
雅努斯号潜艇 (IRIS Younes或者IRIS Yunes，舷号S-903)是伊朗海军装备的第三艘基洛级潜艇。服役于南方的波斯湾第28舰队。